# (36345) 2000 NS19
2000 NS19 (asteroide 36345) é um asteroide da cintura principal. Possui uma excentricidade de 0.22989800 e uma inclinação de 6.21508º.
Este asteroide foi descoberto no dia 5 de julho de 2000 por LONEOS em Anderson Mesa.